# 2021 en Colombie-Britannique
Chronologie de la Colombie-Britannique
- 2017
- 2018
- 2019
- 2020
- 2021
- 2022
- 2023
- 2024
- 2025

Cette page concerne des événements qui se sont produits durant l'année 2021 dans la province canadienne de Colombie-Britannique.

## Politique
- Premier ministre : John Horgan (NPD)
- Chef de l'Opposition : Shirley Bond
- Lieutenant-gouverneur : Janet Austin
- Législature : 41ème

## Événements
- 27  et 28 juin  : des records absolus de chaleur sont battus sous un "dôme de chaleur" : 46,1°C sur l’aéroport de Portland et même 47.5°C à Lytton[1], à proximité de Vancouver[2]. Le précédent record canadien datait de 1937 avec une température de 45°C dans la Saskatchewan[3].

- 29 juin : nouveau record absolu de chaleur, toujours à Lytton : 49.5°C. La vague de chaleur est la cause de nombreux décès[4],[5].

- 1 juillet : conséquences des très fortes températures, des incendies ravagent certaines communes, dont Lytton[6].

- 20 juillet : 
  - l'état d'urgence est décrété à cause de l'importance prise par les feux de forêts[7].
  - 150ème anniversaire de l'adhésion de la Colombie-Britannique à la confédération canadienne[8].